# أرشيف ناسا للكواكب غير الشمسية
أرشيف كوكب خارج المجموعة الشمسية التابع لوكالة ناسا هو فهرس فلكي على الإنترنت لكواكب خارج المجموعة الشمسية وخدمة بيانات تجمع وتخدم البيانات العامة التي تدعم البحث عن الكواكب خارج المجموعة الشمسية (الكواكب الخارجية) وتوصيف نجومها. وهو جزء من مركز المعالجة والتحليل بالأشعة تحت الحمراء ويقع في حرم معهد كاليفورنيا للتقنية (Caltech) في باسادينا، كاليفورنيا. تم تمويل الأرشيف من قبل وكالة ناسا، وتم إطلاقه في أوائل ديسمبر 2011 من قبل معهد علوم كوكب خارج المجموعة الشمسية التابع لوكالة ناسا كجزء من برنامج استكشاف كوكب خارج المجموعة الشمسية التابع لوكالة ناسا. وفي كانون الثاني / يناير 2014، تجاوزت مجموعة المحفوظات من الكواكب الخارجية المؤكدة 000 1 كوكب.
ووفقا لجهة خارجية مزود تحليل الويب سميلارويب، موقع الشركة لديه أكثر من 130,000 زيارة شهريا، اعتبارا من يناير 2015